# Хорње Љефантовце
Хорње Љефантовце (слч. Horné Lefantovce) насељено је мјесто са административним статусом сеоске општине (слч. obec) у округу Њитра, у Њитранском крају, Словачка Република.

## Становништво
| Година:    | 1994. | 2004.    | 2014.   | 2024.   |
| ---------- | ----- | -------- | ------- | ------- |
| Број људи: | 1434  | 948      | 892     | 844     |
| Разлика:   |       | -33,89 % | -5,90 % | -5,38 % |

| Година:    | 2023. | 2024.   |
| ---------- | ----- | ------- |
| Број људи: | 839   | 844     |
| Разлика:   |       | +0,59 % |

Према подацима о броју становника из 2011. године насеље је имало 913 становника.